# Primer Congreso Femenino Internacional
El Primer Congreso Femenino Internacional fue realizado en 1910 en Argentina. Sesionó en Buenos Aires, bajo los auspicios de la Sociedad «Universitarias Argentinas», desde el 18 de mayo hasta el 23 de mayo de 1910, con objeto de asociarse a los festejos con que se celebró el Centenario de la Revolución de Mayo.

## Objetivos
Entre los objetivos del Congreso, que fue dado en varios idiomas, castellano, francés, italiano, alemán, inglés y ruso, estaban:

a) Establecer lazos de unión entre todas las mujeres del mundo.

b) Vincular las mujeres de todas las posiciones sociales a un pensamiento común: la educación é instrucción femeninas, la evolución de las ideas que fortifiquen su naturaleza física, eleven su pensamiento y su voluntad, en beneficio de la familia, para mejoramiento de la sociedad y perfección de la raza.  

c) Modificar prejuicios, tratando de mejorar la situación social de muchas mujeres, exponiendo su pensamiento y su labor para poner de manifiesto las diversas fases de la actividad femenil y arrancar las causales y efectos que determinan su influencia en el hogar, su condición de obrera, profesional, etc. y las soluciones de índole general, y particular que tiendan á mejorar su situación.

## El congreso
El congreso se inauguró el 18 de mayo de 1910 y sesionó en el Salón de la Sociedad "Unione Operai Italiani" en la calle Cuyo (en el año 2024 es la calle Sarmiento) 1356.
A Buenos Aires llegaron 185 mujeres de países diferentes, Uruguay, Chile, Paraguay, Perú, Italia y España. Al congreso no acudieron los grupos anarcocomunistas, anarcocolectivistas ni anarcosindicalistas; sin embargo fueron numerosas las instituciones, asociaciones y entidades de varios países adhirieron y participaron.  En la comisión de propaganda había varones pero el congreso decidió que los hombres  quedaban excluidos de toda intervención. 
Entre algunas de las miembros oficiales figuraban Julieta Lanteri, Petrona Eyle,  Cecilia Grierson, Sara Justo,  Carolina Muzzilli,  Alicia Moreau, Emilia Salza, Dora Mayer, Juana María Begino, Isabel Kaminsky, Adela Zauchinger, Raquel Messina, Alicia B. de Guillot, Leonor Martínez Bisso, Adela Lagarde, Emma Day, Matilde Flairoto, María Teresa Martínez Bisso, Dolores B. de Bustamante, Marie Popelín, Ana Montalvo,  Agustina Maraval, Ernestina A. López, Elvira Rawson,  Fenia Cherkoff, Irma Vertúa, Emilia Pardo Bazán, Marie Curie, María Montessori y Hellen Key. 
Los temas fueron variados pero todos relacionados con las mujeres: el trabajo, la condición económica, la producción intelectual, la cultura, la maternidad y protección a la infancia, la mujer emigrante, la prostitución, las cárceles de mujeres, las teorías feministas, la moral sexual, la educación, el arte, el canto, la posición jurídica de la mujer incluyendo los derechos  en el matrimonio y los hijos, la libertad de testar y la administración de sus bienes, la pena de muerte, la obrera, la maestra primaria, investigaciones de la paternidad, higiene en el hogar, puericultura, medios para mejorar higiénicamente las condiciones del trabajo de las mujeres y de los niños, el corset, los tejidos, encajes y tapices como industria femenina.
Durante el congreso las mujeres manifestaron interés en la educación de las niñas, que en la enseñanza de las artes domésticas se de importancia al cuidado  de la habitación y de los niños, a la cocina, al arte de vestir y al lavado y planchado.  También se votó para que los gobiernos dicten leyes especiales de protección a la infancia,  para que se eduque a la mujer  en el sentido de que comprenda el peligro social que entraña el lujo,   que la mujer soltera o viuda tenga derecho a disponer de sus bienes,  que la mujer debe tener personería legal para defender sus intereses económicos,   que haya una sola moral sexual para ambos sexos en el sentido jurídico y el adulterio sea penado por igual para ambos sexos  que la mujer casada tenga el derecho de administrar los bienes que aporte al matrimonio,  y que  en igualdad de circunstancias  el trabajo de la mujer no sea menos retribuído  que el del hombre,  Hubo un voto para que en la enseñanza de la historia se de especial preferencia a aquellas cosas que revelen las distintas fases evolutivas de los pueblos y sociedades, más que  a la narración de guerras y batallas. 
No se trataba de un congreso feminista si no de un congreso femenino, sin embargo, muchas de las resoluciones votadas y aprobadas durante el congreso pueden ser consideradas reivindicaciones feministas, como por ejemplo, la demanda de una pronta sanción de ley de divorcio y el saludo de celebración dirigido a la Banda Oriental del Uruguay por ser la primera nación sudamericana en adoptar la ley de divorcio,la demanda del sufragio universal para ambos sexos,  de salarios equitativos para ambos sexos,  la posibilidad de ascenso laboral también para las mujeres,  la de acceso a la educación y a las universidades (que en esa época estaban vetadas para las mujeres en muchos países),  el proyecto de creación de hogares maternales y la creación de asilos para mujeres víctimas de trata sin distinción religiosa,  la formulación de un voto de protesta contra la tolerancia de los gobiernos hacia la prostitución que es para la mujer moderna  su mayor dolor,  que las asociaciones de beneficencia dejaran en completa libertad la consciencia de sus protegidas desde el punto de vista religioso, 
La redacción de la revista La Vanguardia, perteneciente al socialismo sufragista, fue incendiada por promocionar el congreso.Mientras el congreso debatía sobre el derecho al sufragio femenino, el gobierno argentino organizaba el Congreso Patriótico y Exposición del Centenario en el que había ordenado al Consejo Nacional de Mujeres votar  en contra del sufragio femenino con el argumento de "reconocer que los derechos cívicos deben ser patrimonio exclusivo del hombre culto y moral".
En 1911,  la imprenta A. Ceppi se ocupó de la impresión de las actas y trabajos y en 2010 el comité organizador del II Congreso Feminista Internacional de la República Argentina presentó la edición conmemorativa en un libro publicado “Escrito hace cien años para leerlo hoy”  publicado por el Museo de la Mujer Argentina.